# ایر اسلواکیا
ایر اسلواکیا (انگلیسی: Air Slovakia) شرکت هواپیمایی اسلواک است، که در سال ۱۹۹۳ تأسیس شد.